# Eomyrmex guchengziensis
Eomyrmex guchengziensis är en myrart som beskrevs av Hong 1974. Eomyrmex guchengziensis ingår i släktet Eomyrmex och familjen myror. Inga underarter finns listade i Catalogue of Life.